# Shazam (Dienst)
Shazam ist eine App für mobile Geräte und Personal Computer, die durch die Möglichkeit, laufende Musik zu erkennen, bekannt wurde. Shazam kann aufgenommene Audiosequenzen analysieren und dazu, basierend auf einem akustischen Fingerabdruck, den Titel und weitere passende Informationen aus Shazams Datenbank anzeigen.
Die App wurde von Shazam Entertainment Limited mit Hauptsitz in London entwickelt. Das Unternehmen wurde 1999 von Chris Barton, Philip Inghelbrecht, Dhiraj Mukherjee und Avery Wang gegründet und 2018 für 400 Millionen Dollar an Apple verkauft.

## Funktionen
2008 führte Shazam eine App für Apple iOS ein. Derzeit werden zusätzlich die Betriebssysteme Android, Windows Phone und macOS unterstützt, ehemals auch Windows 7, Windows 10 und Windows 10 Mobile. Mit den Apps können anhand von Audiosequenzen, die mit dem eingebauten Mikrofon des entsprechenden Gerätes aufgenommen wurden, Musiktitel und in den USA auch TV-Sendungen erkannt werden. Anhand des akustischen Fingerabdrucks der Audiosequenz wird in einer zentralen Datenbank nach Treffern gesucht und das Ergebnis in der Anwendung angezeigt. Dieses enthält neben dem Titel weitere Informationen, wie zum Beispiel Interpret, Liedtext, Musiklabel und einen Link zum Herunterladen beziehungsweise Streamen auf verschiedenen Diensten, wie beispielsweise Spotify, Apple Music und Deezer.
Die Verwendung der Apps benötigt eine Verbindung zum Internet, über die die Erkennung durchgeführt wird. Allerdings besteht auch die Möglichkeit, offline die Tonerkennung zu speichern und erst danach, über eine WLAN-Verbindung, das Musikstück abzufragen.

## Einschränkungen
Da die Erkennung auf Fingerabdrücken basiert, ist es prinzipbedingt mit Shazam nur möglich, akustisch exakte Kopien eines Musikwerkes bzw. Samples daraus zu identifizieren. Beispielsweise wird die Wiedergabe eines Ausschnittes der Aufführung eines musikalischen Werkes wie Beethovens 8. Symphonie durch ein beliebiges Orchester, die nicht als Tonträger, Audiodatei oder Stream kommerziell vermarktet wurde, von Shazam fälschlich als diverse Stücke aus der Pop-, Country- und Rockmusik identifiziert, da jede Interpretation eines Werkes und jede weitere Aufführung einen anderen Fingerabdruck erhält und somit z. B. weder Beethoven als Komponist noch seine 8. Symphonie als Werk erkannt wird.
Zudem ist die Datenbank auf Einträge durch kommerzielle Labels beschränkt, die Suchfunktion ist ausschließlich auf eine Vermarktung der damit beworbenen Produkte durch Vertragspartner im Sinne von Promotion ausgerichtet.

## Geschichte
Im Dezember 1999 gründeten Chris Barton, Philip Inghelbrecht und Dhiraj Mukherjee zusammen mit dem für die technische Umsetzung verantwortlichen Ingenieur Avery Wang das Unternehmen Shazam Entertainment Limited. Die Gründer begannen die für ihre Idee, Musiktitel mit Hilfe eines Mobiltelefons zu erkennen, notwendige Technologie zu entwickeln, was von einigen Experten der damaligen Zeit für unmöglich gehalten wurde.

### 2002–2017: Vom Kurzwahldienst zur Smartphone App
Im Jahr 2002 wurde Jerry Roest als CEO eingestellt, um die Markteinführung von Shazam zu unterstützen. Am Montag, den 19. August 2002 startete Shazam mit seinem Verfahren zur Identifikation von Musiktiteln mit Hilfe eines Mobiltelefons. Der erste verfügbare Dienst war die Abfrage eines Musiktitels mittels Anruf der Kurzwahlnummer „2580“ und war beschränkt auf das Gebiet des Vereinigten Königreichs. Die Kurzwahlnummer „2580“ wurde deshalb ausgewählt, weil die Zahlen auf dem Tastenfeld des Mobiltelefons in einer Reihe untereinander liegen. Das Ergebnis der Anfrage (Titel und Name des Künstlers) wurde dem Benutzer per SMS mitgeteilt. Für den Anruf der Kurzwahlnummer und für jedes erfolgreiche Ergebnis fielen Kosten an.
2008 war Shazam eine der ersten Apps im brandneuen Apple App Store und damit verfügbar zum Download auf iPhones mit Apple iOS Betriebssystem. Bald darauf folgten Versionen für Android- und Windows-Geräte.
Die Funktionen der App wurden stetig weiterentwickelt und seit 2011 ist es möglich mit Shazam nicht nur Musik, sondern auch TV-Programme und Werbung zu erkennen.
2016 gab Shazam an, ihre App sei eine Milliarde Mal heruntergeladen worden.
Seit iOS 8 (2014) ist Shazam in Apples Siri integriert. Die Version für Microsoft Windows ist seit dem 7. Februar 2017 nicht mehr verfügbar und wird auch nicht mehr unterstützt.

### Seit 2018: Apple übernimmt Shazam
Im Dezember 2017 wurde zunächst über die Übernahme von Shazam durch Apple spekuliert, am 11. Dezember dann der Kauf mit einer Höhe von 400 Millionen Dollar bestätigt. Im September 2018 hat Apple bekannt gegeben, dass die Übernahme von Shazam abgeschlossen ist und angekündigt, die zukünftige Nutzung der App sei werbefrei.
Laut Informationen von Apple hatte Shazam Ende 2020 monatlich über 200 Millionen aktive Nutzer.

## Finanzierung
Im August 2000 hatten die Firmengründer ihre erste Fundraising-Runde abgeschlossen und von Business Angels eine Million US-Dollar eingeworben, um die Entwicklung einer Demo-Version des Shazam-Dienstes zu finanzieren. Im November desselben Jahres startete die nächste Finanzierungsrunde und bis Juli 2001 konnte Shazam Wagniskapital in Höhe von 7,5 Millionen US-Dollar akquirieren. Als Hauptinvestor konnte Ajay Chowdhury von IDG Ventures Europe gewonnen werden. Das eingeworbene Kapital diente zur technischen Weiterentwicklung und der Vorbereitung der Markteinführung des Dienstes im Jahr 2002.
Zu den früheren Geldgebern des Unternehmens gehört das europäische Risikokapitalunternehmen DN Capital, das 2004 in Shazam investierte.
Bis September 2012 hatte Shazam 32 Millionen US-Dollar an Fördermitteln aufgebracht.
Im Juli 2013 investierte Carlos Slim Helú 40 Millionen US-Dollar in Shazam für eine nicht genannte Aktie. Im März 2014 bestätigte Shazam eine weitere Finanzierung in Höhe von 20 Millionen US-Dollar.
Seit 2018 gehört Shazam dem US-amerikanischen Konzern Apple.

## Kritik
Im Februar 2014 fanden IT-Experten heraus, dass Shazam ungefragt private Daten von Android-Geräten an Werbeunternehmen sendet.